# Octomeria ochroleuca
Octomeria ochroleuca är en orkidéart som beskrevs av João Barbosa Rodrigues. Octomeria ochroleuca ingår i släktet Octomeria och familjen orkidéer. Inga underarter finns listade i Catalogue of Life.